# Мичо Поповски
Мичо Поповски (на македонска литературна норма: Мичо Поповски) е виден спортен деец (функционер, състезател, треньор) от Република Македония.

## Биография
Мичо Поповски е роден на 5 май 1947 година в леринското село Горничево, Гърция. Изселва се в СФРЮ. Завършва металургично инженерство. Започва да работи в Рудници и Железарница и завършва кариерата си като раководител на сектор урбанизъм в Град Скопие.
Активно се занимава със спорт и е национален шампион на каяк в бързи води в слалом и спускане. Работи и като треньор. Като национален треньор участва в 4 олимпийски игри – в Барселона, Атланта, Сидни и Атина. Съосновател е на Македонския олимпийски комитет. Председател е на Спортния съюз на Град Скопие, Съюза на спортните федерации на Македония, пръв председател на Каякарската федерация на Македония след обявяването на независимостта на държавата.
Носител е на наградата „13 ноември“ на Град Скопие, както и на много награди и признания от Световната федерация по каяк и Международния олимпийски комитет. Председател е на Каяк клуб „Илинден 90“.
Умира в Скопие след дълго боледуване на 26 април 2017 година.